# Someone's Watching Me!
Someone's Watching Me! (bra Alguém Me Vigia) é um telefilme norte-americano de 1978, do gênero suspense, escrito e dirigido por John Carpenter.

## Sinopse
Jornalista independente e bem-sucedida muda-se para Los Angeles a fim de assumir um cargo de diretora numa TV local. Instalada num prédio luxuoso da cidade, começa a namorar um professor universitário, até perceber que alguém a vigia com intenções criminosas.

## Elenco
- Lauren Hutton .... Leigh Michaels
- David Birney .... Paul Winkless
- Adrienne Barbeau .... Sophie
- Charles Cyphers .... Gary Hunt
- Grainger Hines .... Steve
- John Mahon .... Frimsin